# União Congregacional pelo Sufrágio Feminino

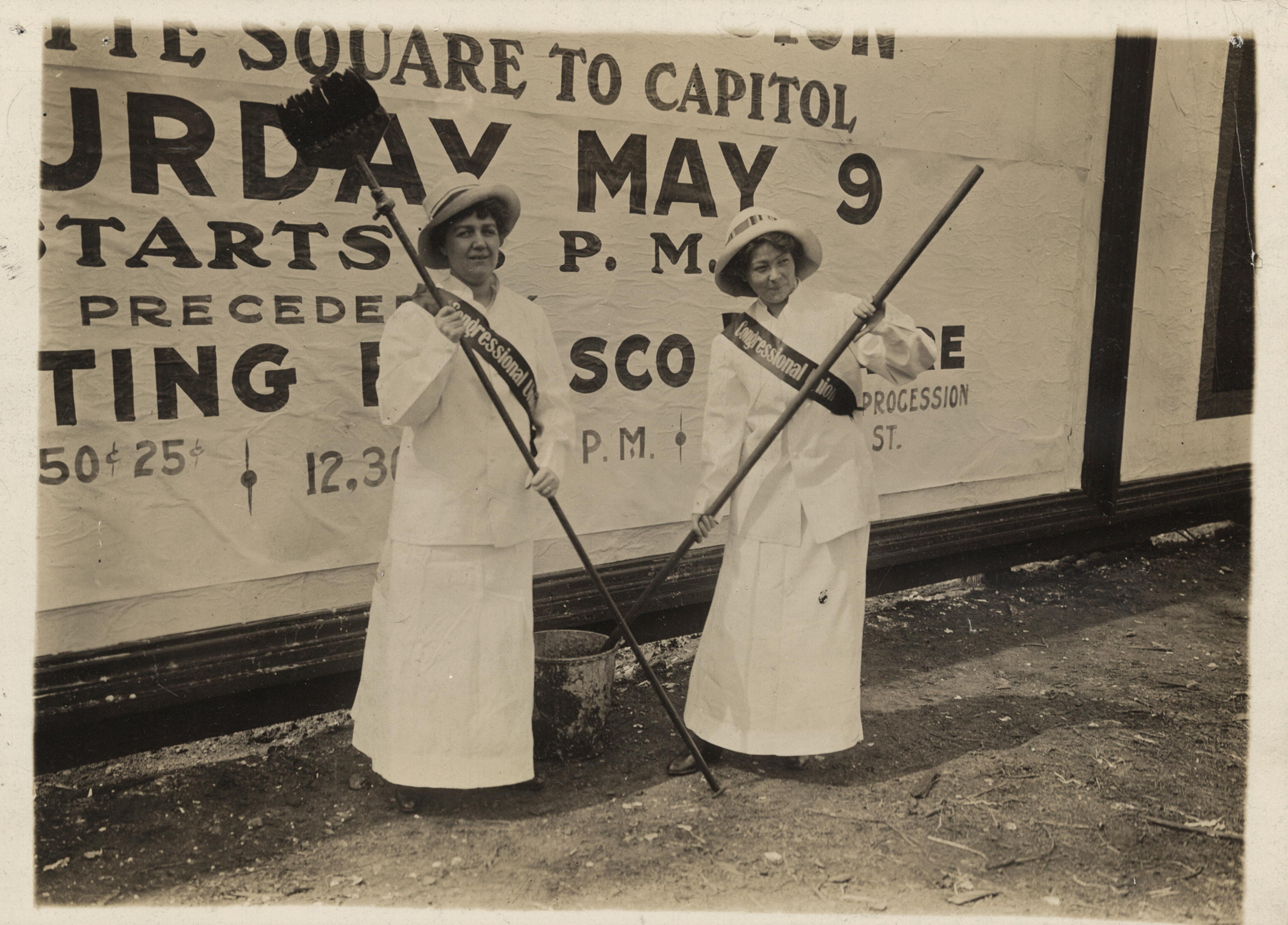
Membros do CUWS segurando escovas na frente de um grande outdoor, 1914.

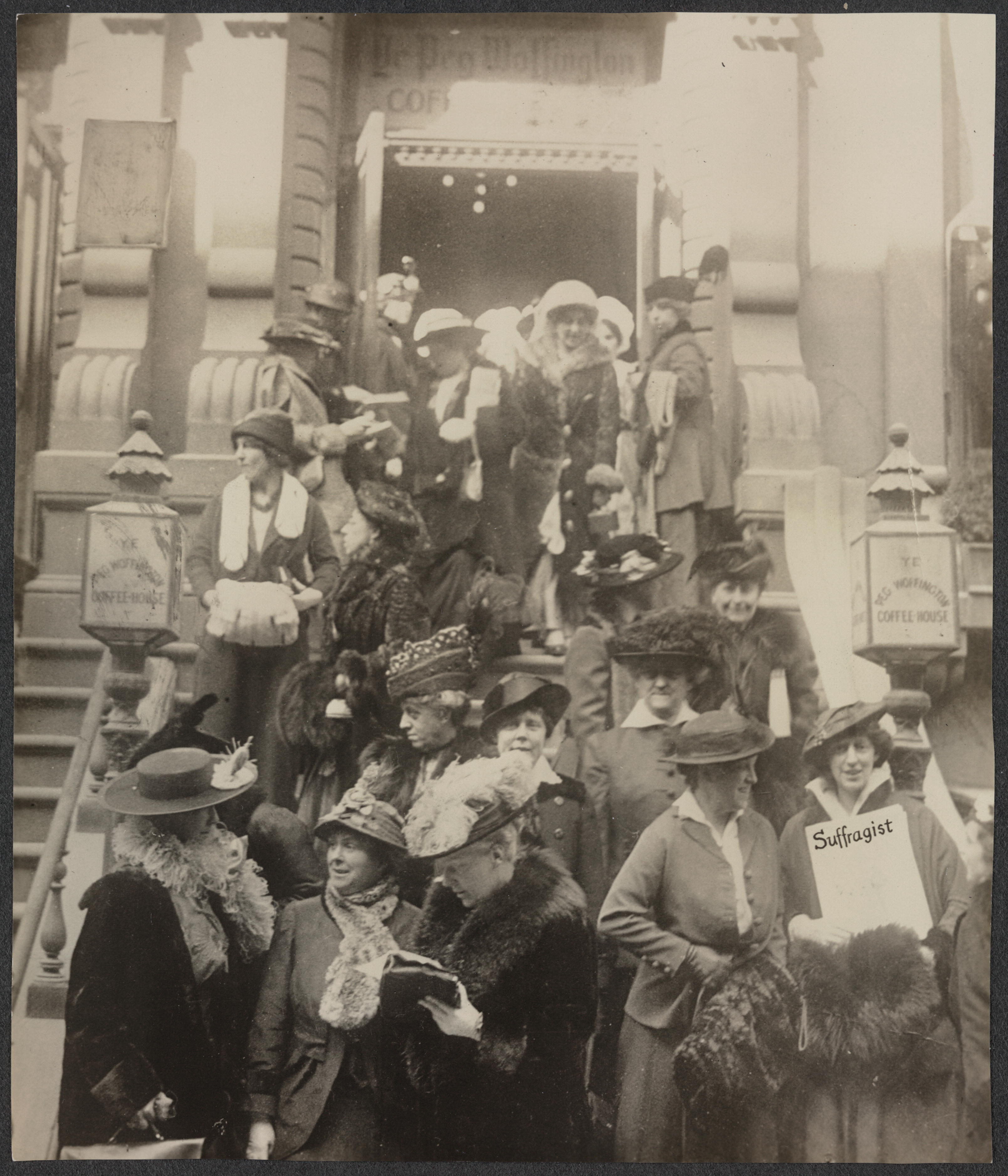
Reunião em cafeteria, New York, 1915.

A União Congregacional pelo Sufrágio Feminino (em inglês: Congressional Union for Woman Suffrage foi uma organização política formada em 1913 liderada por Alice Paul e Lucy Burns para lutar por uma emenda à Constituição dos Estados Unidos garantindo o sufrágio feminino. Ela foi inspirada no movimento sufragista do Reino Unido, que Paul e Burns haviam participado. Sua campanha contínua atraiu a atenção dos parlamentares e, em 1914, elas foram bem-sucedidas em forçar a emenda ao plenário pela primeira vez em décadas.

## Início
Alice Paul criou a União Congregacional (CU) após se juntar à National American Woman Suffrage Association (NAWSA) e conquistou liderança no seu Comitê Congregacional. A União Congregacional teve início para ajudar o Comitê Congregacional da NAWSA, e suas participantes eram parte desse comitê. A CU compartilhava o seu objetivo principal com a NAWSA, que era aprovar a emenda à Constituição que desse às mulheres o direito ao voto. No início, a CU trabalhou dentro da NAWSA para fortalecer o Comitê Congregacional, que estava em declínio. Em março de 1913, depois de perceber o volume de trabalho a ser feito, a CU passou a se encarregar de suas próprias operações e financiamentos, mas ainda permaneceu filiada à NAWSA. No outono de 1913, Carrie Chapman Catt, presidente da NAWSA, acusou a CU de insubordinação e irregularidades financeiras, alegações que ela posteriormente retirou. As estratégias das duas organizações eram conflitantes e a liderança da NAWSA se sentia ameaçada. Em dezembro de 1913, a NAWSA selecionou um novo Comitê Congregacional e cortou formalmente os laços com a CU.

## Iniciativa
A União Congregacional pelo Sufrágio Feminino apelou às mulheres jovens com uma nova abordagem na luta pelo sufrágio feminino, inspirada nas sufragistas britânicas. Alice Paul acreditava que as mulheres não deviam ter que implorar pelos seus direitos. Paul apresentou alguns dos métodos militantes usados pela União Política e Social das Mulheres na Grã-Bretanha para a CU e seus membros. Isso incluiu ações diretas, organização de grandes manifestações e protestos diários em frente à Casa Branca. A CU tinha 4 500 membros e arrecadou mais de cinquenta mil dólares em fundos em 1914. Com o passar do tempo, os esforços de centenas de membros levaram à prisão e, às vezes, à condenação de alguns membros.

## Organização
A sede da União Congregacional estava localizada na F Street em Washington, D.C., perto do Willard Hotel, em um escritório bem visível que elas próprias pagavam. Elas começaram "escolas de sufrágio" para mulheres para espalhar a consciência sobre sua causa e realizaram várias reuniões todos os dias. A CU nunca foi organizada por estados ou distritos, mas havia diferentes filiais da organização em vários estados. A sede em Washington era fundamental para o trabalho, mas também era uma organização móvel. A CU publicou um jornal chamado The Suffragist, apresentando artigos de membros proeminentes, incluindo Alice Paul, Lucy Burns e Inez Milholland. O jornal empregou Nina E. Allender como sua cartunista principal e também publicou cartuns de artistas como Cornelia Barns, Boardman Robinson e Marietta Andrews.

## Campanha

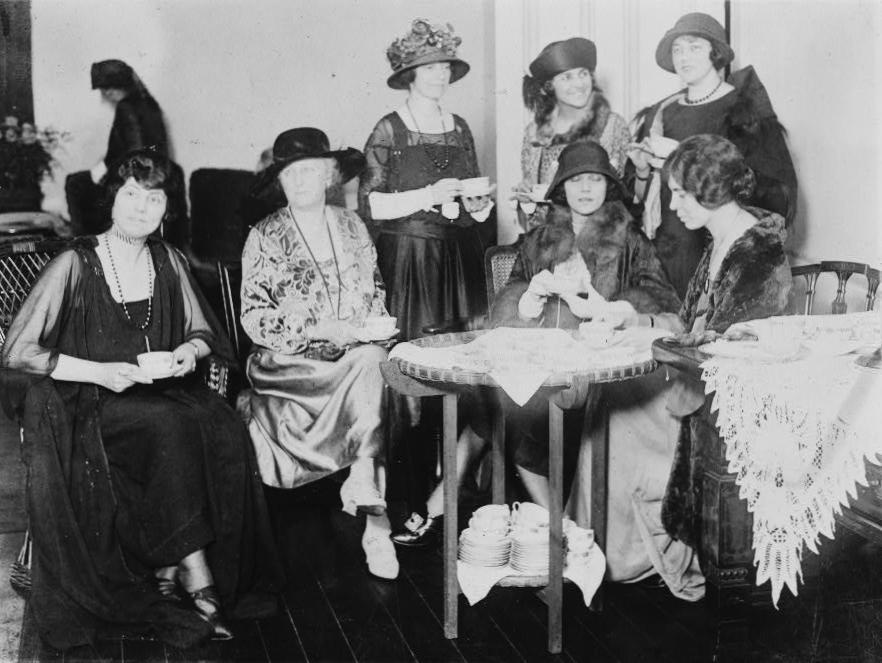
Chá de recepção na Festa Nacional das Mulheres para Alice Brady, famosa estrela de cinema e uma das organizadoras da festa.

A União Congregacional fez campanha ativamente por uma emenda constitucional garantindo o sufrágio universal feminino. Seguindo os métodos usados pelas sufragistas na Grã-Bretanha, a CU culpou totalmente o partido da maioria pelo fracasso em promover a Emenda do Sufrágio Federal. O partido majoritário na época era o Partido Democrata, e o democrata Woodrow Wilson era o presidente. Os membros viajaram para o oeste e fizeram campanha contra os democratas na esperança de impedir sua reeleição. Elas até fizeram campanha contra os democratas que aprovaram o sufrágio feminino, apesar das críticas da NAWSA. Elas viajaram pelo oeste de trem enquanto usavam uma série de táticas para aumentar sua visibilidade, e seus discursos suspeitos atraíram a atenção dos repórteres. Sua campanha resultou na derrota de vinte democratas que apoiavam o sufrágio, para grande consternação da NAWSA.

## Partido Nacional da Mulher
A União Congregacional criou o Partido Nacional da Mulher em uma reunião em Chicago em 1916. O partido incluía membros da União Congregacional, e Alice Paul estava no comando. Um Comitê de Campanha foi formado dentro do partido, com Anne Martin servindo como presidente. Em 1917, as duas organizações se uniram oficialmente para formar o Partido Nacional da Mulher (NWP) e elegeram Alice Paul como sua presidente.